# Пьюласки (округ, Иллинойс)
Пьюла́ски (англ. Pulaski County) — округ в штате Иллинойс, США. Официально образован в 1843 году, получил своё название в честь американского военного и государственного деятеля польского происхождения Казимира Пулавского. По состоянию на 2010 год, численность населения составляла 6161 человек.

## География
По данным Бюро переписи США, общая площадь округа равняется 525,771 км2, из которых 515,411 км2 — суша, и 10,360 км2, или 2,000 % — это водоёмы.

## Население
По данным переписи населения 2000 года в округе проживает 7348 жителей в составе 2 893 домашних хозяйств и 1941 семья. Плотность населения составляет 14,00 человек на км2. На территории округа насчитывается 3353 жилых строения, при плотности застройки около 6-ти строений на км2. Расовый состав населения: белые — 66,52 %, афроамериканцы — 31,00 %, коренные американцы (индейцы) — 0,14 %, азиаты — 0,93 %, гавайцы — 0,00 %, представители других рас — 0,27 %, представители двух или более рас — 1,14 %. Испаноязычные составляли 1,46 % населения независимо от расы.
В составе 31,20 % из общего числа домашних хозяйств проживают дети в возрасте до 18 лет, 47,40 % домашних хозяйств представляют собой супружеские пары, проживающие вместе, 15,80 % домашних хозяйств представляют собой одиноких женщин без супруга, 32,90 % домашних хозяйств не имеют отношения к семьям, 30,00 % домашних хозяйств состоят из одного человека, 15,50 % домашних хозяйств состоят из престарелых (65 лет и старше), проживающих в одиночестве. Средний размер домашнего хозяйства составляет 2,44 человека, и средний размер семьи — 3,03 человека.
Возрастной состав округа: 27,20 % — моложе 18 лет, 8,30 % — от 18 до 24, 25,30 % — от 25 до 44, 21,70 % — от 45 до 64, и 21,70 % от 65 и старше. Средний возраст жителя округа — 38 лет. На каждые 100 женщин приходится 91,80 мужчин. На каждые 100 женщин старше 18 лет приходится 89,30 мужчин.
Средний доход на домохозяйство в округе составлял 25 361 USD, на семью — 33 193 USD. Среднестатистический заработок мужчины был 29 198 USD против 19 656 USD для женщины. Доход на душу населения составлял 13 325 USD. Около 20,50 % семей и 24,70 % общего населения находились ниже черты бедности, в том числе — 34,70 % молодежи (тех, кому ещё не исполнилось 18 лет) и 21,30 % тех, кому было уже больше 65 лет.